# San Pasqual Valley
 (mars 2023).
Si vous disposez d'ouvrages ou d'articles de référence ou si vous connaissez des sites web de qualité traitant du thème abordé ici, merci de compléter l'article en donnant les références utiles à sa vérifiabilité et en les liant à la section « Notes et références ».
San Pasqual Valley est un quartier du nord-est de la ville de San Diego, en Californie.
Lors de la guerre américano-mexicaine, la bataille de San Pasqual s'y est déroulée en 1846.